# NGC 4363
NGC 4363 је спирална галаксија у сазвежђу Змај која се налази на NGC листи објеката дубоког неба.
Деклинација објекта је + 74° 57' 7" а ректасцензија 12h 23m 28,6s. Привидна величина (магнитуда) објекта NGC 4363 износи 14,0 а фотографска магнитуда 14,8. NGC 4363 је још познат и под ознакама CGCG 352-32, PGC 40233.